# Municipio de Río Branco
El municipio de Río Branco es uno de los municipios del departamento de Cerro Largo, Uruguay. Tiene su sede en la ciudad homónima.

## Ubicación
El municipio se encuentra localizado en la zona sureste del departamento de Cerro Largo.

## Características
El municipio de Río Branco fue creado por Ley Nº 18567 del 13 de septiembre de 2009, y forma parte del departamento de Cerro Largo. Comprende los distritos electorales GDA, GDB, GDC y GDD de ese departamento. Su territorio se corresponde con el de la anterior Junta Local Autónoma y Electiva de Río Branco, a la cual sustituyó, y que comprende a la tercera sección judicial del departamento.
Forman parte del municipio las siguientes localidades:
- Río Branco
- Lago Merín
- Poblado Uruguay
- Getulio Vargas

El territorio del municipio comprende además una extensa área rural dedicada principalmente a la producción arrocera, y en menor medida utilizada para la ganadería. Se caracteriza además por llanuras bajas con áreas inundables, a causa del río Yaguarón, el río Tacuarí y la Laguna Merín.

## Autoridades
La autoridad del municipio es el Concejo Municipal, compuesto por el Alcalde y cuatro Concejales.
| Nº                                                          | Alcalde                            | Partido                            | Inicio del mandato                 | Fin del mandato                    | Observaciones                      | Concejales |
| Junta Local Autónoma de Río Branco                          | Junta Local Autónoma de Río Branco | Junta Local Autónoma de Río Branco | Junta Local Autónoma de Río Branco | Junta Local Autónoma de Río Branco | Junta Local Autónoma de Río Branco | Junta Local Autónoma de Río Branco                                                                                    |
| ----------------------------------------------------------- | ---------------------------------- | ---------------------------------- | ---------------------------------- | ---------------------------------- | ---------------------------------- | --- |
| 1                                                           | —                                  | —                                  | 1963                               | 1967                               | —                                  | Urbano Rivero Sabbella (PN), Floro Olano (PN), Domingo Navarro (PN), Pedro Bernardet (PC), Rómulo Silva (PC)          |
| 2                                                           | —                                  | —                                  | 1967                               | 1972                               | —                                  | Urbano Pereira Sabbello (PN), Justo Hernández (PN), Adán D. Uría (PN), Ademar H. Terra (PC), Nicasio Borges (PC)      |
| 3                                                           | —                                  | —                                  | 1972                               | 1973                               | —                                  | Rodolfo Sosa (PN), Octavio Rodríguez (PN), Ludovico Ferrer (PN), Vicente Fernández Rosa (PC), Vilmarino González (PC) |
| Régimen de facto de la dictadura cívico-militar (1973-1985) |                                    |                                    |                                    |                                    |                                    | |
| 4                                                           | —                                  | —                                  | 1985                               | 1990                               | —                                  | Luis A. Arismendi (PN), Nery Barreto (PN), Iván Sosa (PN), Derby Techera (PC), Vilmarino González (PC)                |
| 5                                                           | —                                  | —                                  | 1990                               | 1995                               | —                                  | Iván Sosa Suárez (PN), Carlos A. Arismendi (PN), Octavio Rodríguez (PN), Henry Gramajo (PC), Nheme Bitar (PC)         |
| 6                                                           | —                                  | —                                  | 1995                               | 2000                               | —                                  | Mauro Suárez (PN), Ricardo Melgarejo (PN), Gonzalo Alzueta (PN), Basilio Morales (PC), José Porto (PC)                |
| 7                                                           | —                                  | —                                  | 2000                               | 2005                               | —                                  | Iván Sosa Suárez (PN), Rincón Machado (PN), Gonzalo Alzueta (PN), Elvia del Rïo (PN), Luis B. Morales (PC)            |
| 8                                                           | —                                  | —                                  | 2005                               | 2010                               | —                                  | Mauro Suárez (PN), Américo Prieto (PN), Carlos Noble (FA), Julio Wasen (FA), Mario Morel (PC)                         |
| Municipio de Río Branco                                     |                                    |                                    |                                    |                                    |                                    | |
| 1                                                           | Robert Pereyra                     | Partido Colorado                   | 9 de julio de 2010                 | 11 de julio de 2015                | Alcalde elegido                    | |
| 2                                                           | Christian Morel                    | Partido Nacional                   | 11 de julio de 2015                | 26 de noviembre de 2020            | Alcalde elegido                    | José López (PN), Marcos López (PN), Dardo Rodríguez (PN), Yamila Bondad (FA)                                          |
| 3                                                           | Christian Morel                    | Partido Nacional                   | 27 de noviembre de 2020            | 2025                               | Alcalde reelegido                  | Federico López (PN), Rosa Espíndola (PN), Alex Reyes (PN), Marcos Acuña (PN)                                          |